# Menelik (rivista)
Menelik è stata una rivista a fumetti pubblicata in Italia negli anni settanta dalla Tattilo Editrice.

## Storia editoriale
Vennero pubblicati oltre cento numeri, divisi in due serie che differivano per il formato; la seconda serie fu più propriamente un numero unico che riportava una diversa testata, Maghella, incentrato su un nuovo personaggio che sarebbe esordito su una propria testata l'anno successivo.
La rivista conteneva opere di diversi autori che univano per la prima volta in Italia tematiche erotiche e umorismo; le serie erano sia di produzione italiana che estera, come ad esempio Bernarda, di Larry Stoddard e Floriano Bozzi, La rivolta dei racchi e Zil Zelub di Guido Buzzelli, Garth di Steve Dowling, Romeo Brown di Jim Holdaway, James Bond di Ian Fleming e Horak e il fotoromanzo Supersex di Alan Ferguson. Inoltre pubblicava parodie a fumetti di famose serie come Asterix, Mandrake, Braccio di Ferro o Batman, ma anche Tex, Flash Gordon o Spiderman.
La seconda serie, composta da un solo numero, propose la prima storia di un nuovo personaggio realizzato da Furio Arrasich e Dino Leonetti oltre a parodie erotiche di alcuni personaggi Disney e a una storia a fumetti di Robert Crumb.